# Fender Esquire

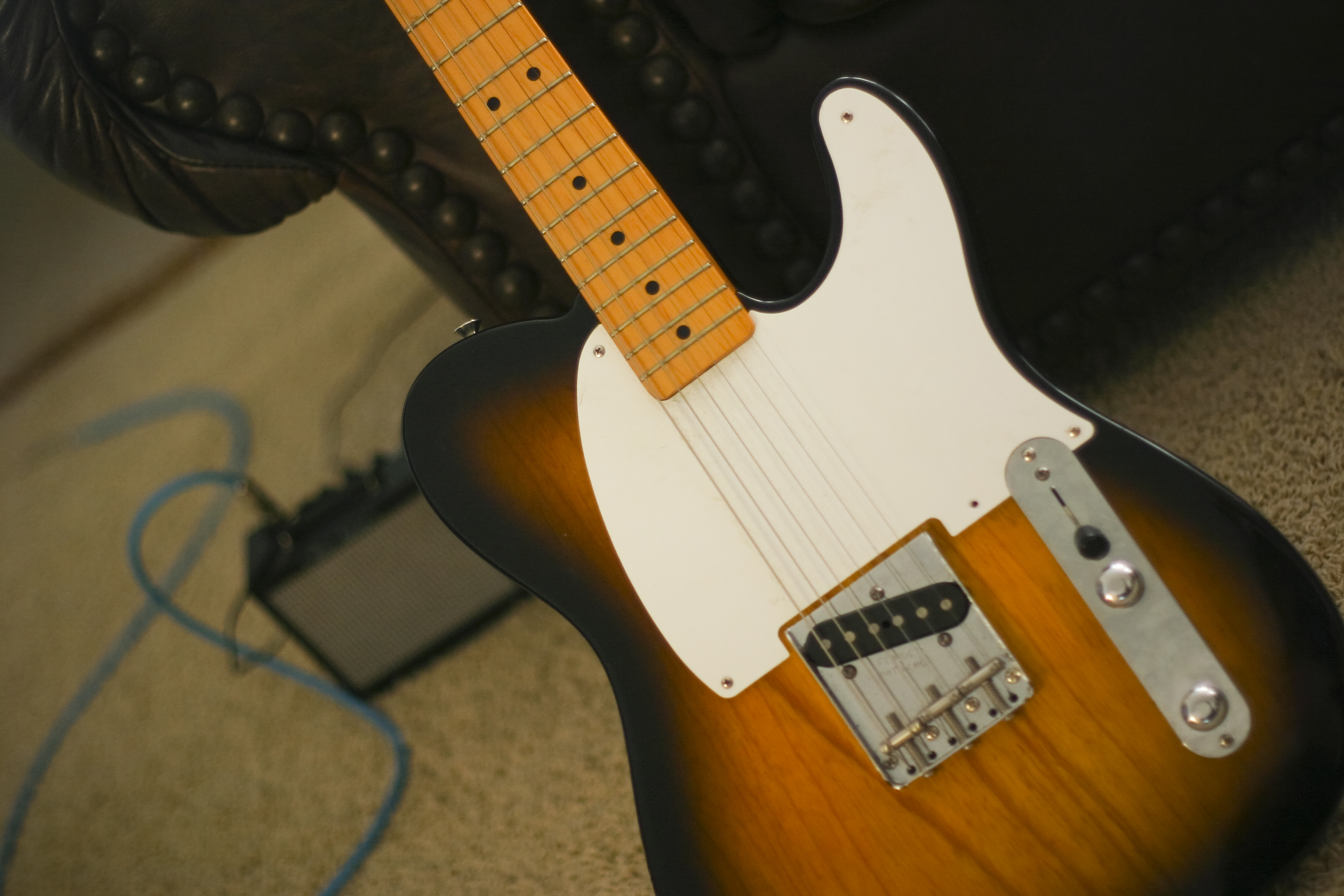
Un modelo Fender Esquire.

La Fender Esquire es una guitarra eléctrica de cuerpo macizo fabricada por Fender, y fue la primera guitarra de cuerpo macizo vendida por Fender en 1950. Poco después de haber sido introducida al mercado surgió otra versión llamada Broadcaster que difiere de la primera por tener dos pastillas, mientras la Esquire solo tiene una, siendo esta la principal diferencia entre estos dos modelos.´De manera simultánea, otra compañía mundialmente conocida por la fabricación de instrumentos musicales Gretsch sacaría a la venta una batería con el nombre de "Broadkaster", por lo que solicitó a Fender que renombrara su guitarra. Fender renombró a esta guitarra como la actualmente famosa a nivel internacional Telecaster. A pesar de haber sido manufacturada primero, la Esquire es actualmente conocida como una variante de la Telecaster, siendo la diferencia como ya se resaltó que la Esquire cuenta con una sola pastilla simple o single coil en la posición del puente. De hecho, la Esquire ya incorporaba la cavidad para una pastilla suplementaria: Fender empleaba el mismo cuerpo para ambos modelos.
Su selector permite tres posiciones diferentes: en la cercana al puente, la pastilla se conecta solo al control de volumen y no al del tono; en la intermedia, el control del tono se activa; y finalmente en la cercana al mástil, se desactiva también el potenciómetro del tono pero éste se modula automáticamente rebajando los agudos generando un sonido más grave y con una leve pérdida de volumen. Con la primera de las opciones, en la que se usa solo una mínima parte del circuito entre la pastilla y el conector de salida al amplificador, se obtiene un sonido particularmente brillante y potente que con el tiempo hizo que se interesaran por ella músicos como Syd Barrett, Jeff Beck o Bruce Springsteen.

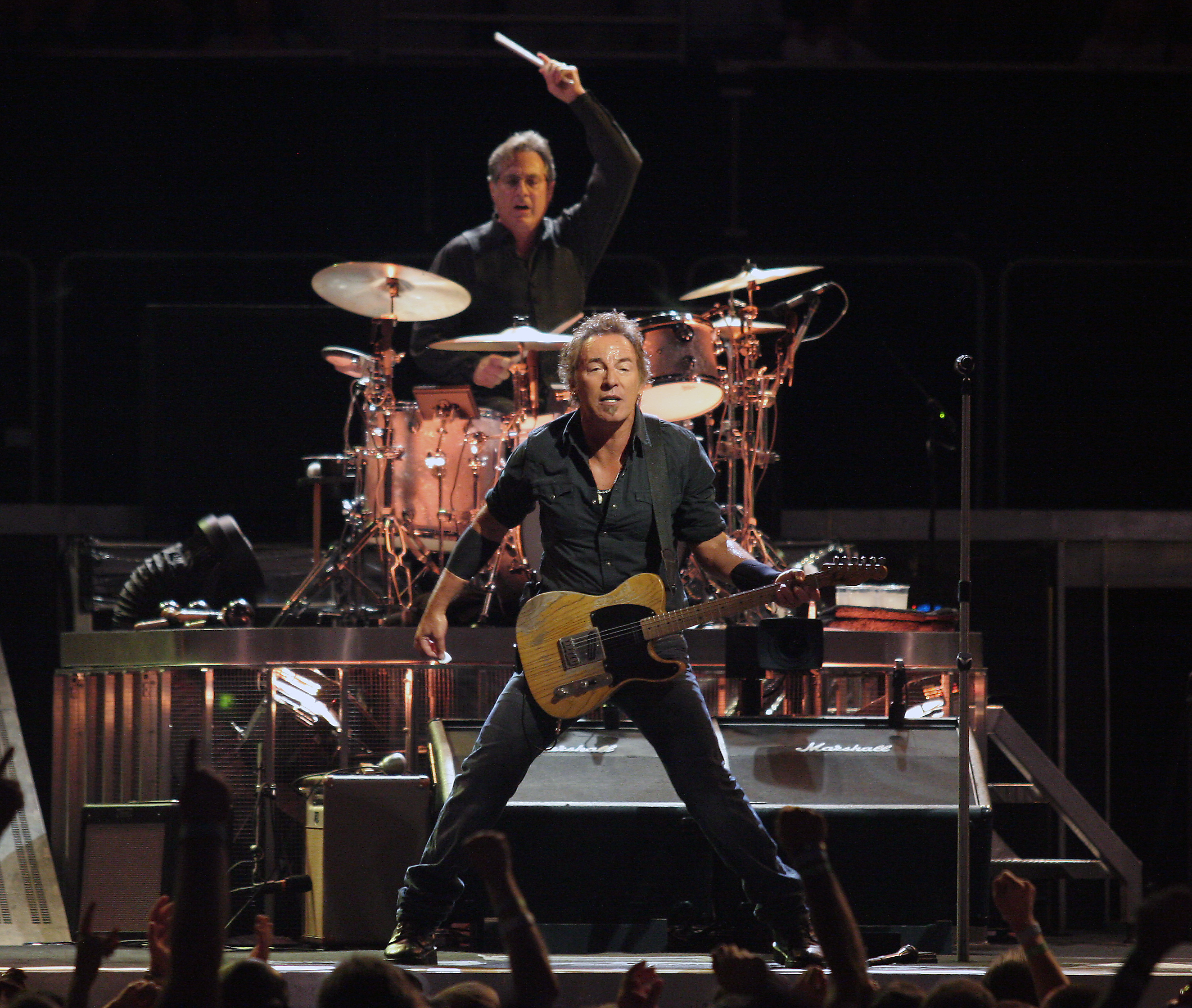
Bruce Springsteen durante un concierto, con una Fender Esquire.